# Fanny Mandelbaum
Fanny Mandelbaum (Buenos Aires; 9 de diciembre de 1937) es una periodista, política, locutora, conductora y psicóloga social argentina.

## Trayectoria
Entre 1971 y 1976 fue coordinadora de prensa del Ministerio de Educación de la Nación. Se desempeñó como locutora en numerosos programas de radio y televisión. Cuenta con su propia productora televisiva.
Para Telefe noticias, en 1991, cubrió el caso María Soledad Morales desde Catamarca.
Trabajó junto a la actriz Laura Oliva y la modelo Karina Mazzocco en el programa Grandiosas por El Trece.
Desde 2006 hasta 2009, condujo Mañana vemos, junto a Mex Urtizberea y Carla Czudnowsky, que se emitía por la TV Pública.
Conduce desde hace 22 años su ciclo de interés general Sin miedo, en el canal Metro, los sábados a las 17:30 horas. 
Además, tiene su programa radial Fanny sin miedo, en la radio digital de la UAI, Conexión Abierta, los jueves de 16 a 18 horas.
Desde enero de 2014 y hasta septiembre de 2015, acompañó a Edgardo Mesa en De la noche a la mañana, por las madrugadas de sábados y domingos en Radio Mitre.
En 2016 condujo un magazine informativo, Fannytizados", Ese año causó controversia cuando Mandelbaum defendió al titular de la Aduana, Juan José Gómez Centurión, después de que relativizara en un programa de televisión el número de desaparecidos en la última dictadura.
Además recibió:
- 1992 - Premio Alicia Moreau de Justo.
- 1996 - Premio Dignidad de la Asamblea Permanente por los Derechos Humanos (APDH).[cita requerida]
- 1997 - Premio Konex de Comunicación - Periodismo: Diploma al Mérito en la categoría Televisiva.[3]
- 2006 - Premio Mujeres Destacadas de la Salud (en la Categoría Comunicación) por parte del Ministerio de Salud (Argentina).[4][5]
- 2008 - Premio A La Trayectoria En Periodismo Responsable, en la primera entrega por el Centro de Atención al Familiar del Suicida (CAFS) en Mendoza, sede del V Congreso Nacional de la Red Argentina de Suicidología.[6]
- 2014 - Reconocimiento del Bloque de Diputados por el Frente por la Inclusión Social.[7]
- 2019 - Premio Libertador, Edición XXI (correspondiente al período 2018-2019), dedicado a la temática de Periodismo Social. Otorgado por el Rotary Club Libertador Recoleta.[8]
- 2019 - Declarada Personalidad destacada de la Ciudad Autónoma de Buenos Aires en el ámbito de la cultura por la Legislatura de la Ciudad Autónoma de Buenos Aires.[9]
- 2022 - Homenaje junto a otras catorce profesionales de los medios,[10] por parte del colectivo Periodistas Argentinas, en tanto referente e inspiradora. Este reconocimiento le fue otorgado el 8 de marzo en el marco del Día Internacional de la Mujer.[11]

## Política
En 2011, se postuló como diputada nacional por Buenos Aires desde el espacio de Francisco de Narváez y Ricardo Alfonsín UDESO (Unión para el Desarrollo Social).
Apoyó el proyecto de ley conocido como “Ficha Limpia”, impulsado por el PRO, el cual proponía impedir que personas con condena por delitos dolosos graves pudieran ser candidatas a cargos electivos o designadas en funciones públicas. La iniciativa fue presentada por Silvia Lospennato , diputada nacional del PRO por la Provincia de Buenos Aires y candidata a legisladora por la Ciudad Autónoma de Buenos Aires en las elecciones de 2025. El proyecto fue debatido en un contexto electoral y generó controversia, ya que sectores del peronismo lo consideraron un intento de proscripción indirecta hacia referentes como la expresidenta Cristina Fernández de Kirchner. Finalmente, fue rechazado por el Senado en mayo de 2025, y deberá ser presentado nuevamente para su tratamiento legislativo en el futuro. 